# 定和街道
定和街道，是中华人民共和国河南省焦作市山阳区下辖的一个乡镇级行政单位。

## 行政区划
定和街道下辖以下地区：
新兴社区、万方桥社区、龙源湖社区和丰收社区。